# نورمن تیبر
نورمن تیبر (انگلیسی: Norman Taber؛ ۳ سپتامبر ۱۸۹۱ – ۱۵ ژوئیه ۱۹۵۲) دونده اهل ایالات متحده آمریکا بود.
وی همچنین برندهٔ جوایزی همچون بورسیه رودز شده‌است.
وی در مسابقات کشوری و بین‌المللی در مجموع برندهٔ ۱ مدال طلا، ۱ مدال برنز شده‌است.